# Saprotrof
Uzasadnienie: pokrewne pojęcia
Saprotrofy, roztocza, mikrokonsumenci (z gr. saprós – zgniły) – cudzożywne organizmy pobierające energię z martwych szczątków organicznych, rozkładając je do związków prostych. Są reprezentowane przez liczne drobnoustroje (bakterie, grzyby saprotroficzne).
Do niedawna uważano, że także niektóre rośliny lądowe (np. gnieźnik leśny) odżywiają się saprofitycznie, jednak mogą one pobierać substancje pochodzące z rozkładu szczątków jedynie dzięki mykoryzie (patrz rośliny saprofityczne), a zatem dzięki ścisłej symbiozie z odpowiednim gatunkiem grzyba. To stawia je bliżej roślin pasożytniczych niż prawdziwych saprotrofów. Tradycyjnie jednak mimo to wciąż bywają określane jako saprofity lub rośliny saprofityczne. Obecnie ten typ odżywiania określany jest jako myko-heterotrofia – w tym układzie pasożytniczym właściwym saprofitem jest grzyb, a nie roślina.
Saprotrofy są często osmotroficzne, tj. wchłaniają rozłożoną dzięki trawieniu zewnętrznemu płynną materię. Jest to typowe dla grzybów.
Saprotroficzne organizmy fagotroficzne, tj. odżywiające się martwą materią organiczną w postaci cząstek nazywane są saprofagami, detrytusofagami, nekrofagami, koprofagami, padlinożercami – w zależności od rodzaju zjadanej martwej materii. To cecha m.in. zwierząt.
Saprotrofy tworzą w ekosystemach wraz z innymi organizmami poziom troficzny reducentów (przykładem mogą być tu liczne grupy promieniowców). Same są jednocześnie pożywieniem dla olbrzymiej liczby protistów. Dlatego też biorą udział w krążeniu materii w ekosystemach, a tym samym w obiegu pierwiastków w całej biosferze (np. węgla, azotu, wodoru, tlenu, siarki, fosforu i innych).

## Nazwa „saprofity”
W literaturze naukowej saprobionty niebędące zwierzętami często są określane nazwą „saprofity”. Nazwa ta miała opisywać heterotroficzne rośliny bezzieleniowe. W czasie jej wprowadzenia, do roślin zaliczano grzyby, bakterie i liczne protisty, które obecnie nie są uważane za rośliny. Wśród roślin lądowych (według obecnych klasyfikacji taksonomicznych) nie są znane żadne saprotrofy, dlatego określanie roślin myko-heterotroficznych jako saprofity jest mylące.

## Nazwa „roztocza”
W polskim języku naukowym organizmy saprofityczne (także grzyby i bakterie w starych systemach taksonomicznych zaliczane do roślin) nazywane są także roztoczami. Czasem prowadzi to do pomieszania znaczeń ze słowem roztocze oznaczającym grupę pajęczaków (Acari), zwłaszcza ze względu na homonimię niektórych form deklinacyjnych tych słów. Stąd też w opracowaniach popularnych i języku potocznym upowszechnia się określanie pajęczaków nazwą „roztocza”, które według obecnych zasad jest zarezerwowane dla saprofitów. Co prawda mogąca budzić pomyłki nazwa „roztocza” jest używana rzadziej niż „saprotrofy”, niemniej współczesne podręczniki ekologii wciąż ją rejestrują.
Formalnie wybrane formy deklinacyjne tych podobnie wyglądających wyrazów wyglądają w następujący sposób:
saprotrof – mianownik l.poj. roztocze (r. nijaki) lub obocznie roztocz (r.męski) – mianownik l.mn. roztocza
pajęczak – mianownik l.poj. roztocz (r.męski) – mianownik l.mn. roztocze
forma geomorfologiczna (obecnie stosowana niemal wyłącznie w nazwach geograficznych typu Roztocze)
– mianownik l.poj. roztocz (r. żeński) – mianownik l.mn. roztocze